# Wandbilder in Berlin

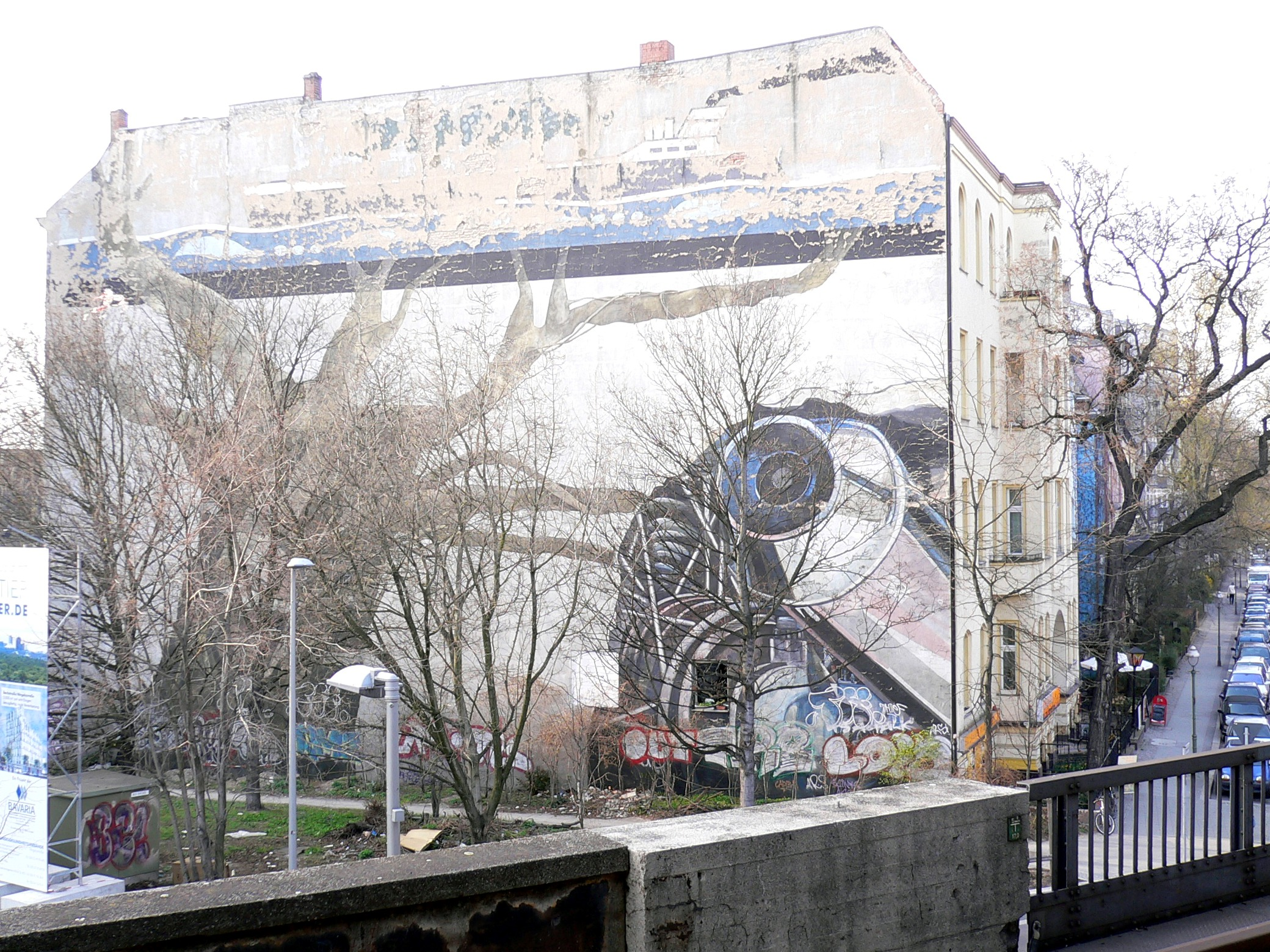
Wandbild in Berlin, Bachstraße Ecke Siegmunds Hof, Entwurf Ben Wagin

Das erste Berliner Wandbild war Ben Wagins Weltbaum – Grün ist Leben aus dem Jahr 1975. Es reihte sich in eine seit Beginn der 1970er Jahre in anderen Städten Deutschlands populär gewordene neue Form der Wandmalerei ein. Bis zum Jahr 2006 waren es bereits mehr als 450 solcher Kunstwerke in Berlin, Anfang 2020 über 800. Einige verschwanden in dieser Zeit auch wieder, da ihre Lebensdauer durchschnittlich nur etwa 15 bis 20 Jahre beträgt.

## Geschichte der Wandbild-Malerei
Wandmalereien haben in der Neuzeit zu einer Öffnung der Kunst für ein breites Publikum beigetragen. Als öffentlich zugängliche Kunst verdienen sie wie kaum eine andere Kunstform das Prädikat „demokratisch“. Dabei ist die Wandmalerei keine Erfindung der jüngsten Vergangenheit. Wird der Begriff großzügig aufgefasst, so lässt er sich bis zur eiszeitlichen Höhlenmalerei in Südfrankreich und Spanien zurückverfolgen.  Dazu gehören Grabmalereien in Ägypten ebenso wie Wandbilder in den Villen und Palästen des kretischen Raumes und Pompejis. Bekannt sind auch die  Fresken des Renaissance-Künstlers Michelangelo in der Sixtinischen Kapelle oder die barocken Kuppel- und Deckenmalereien in Süddeutschlands Kirchen.
Im 20. Jahrhundert erhielt die Wandmalerei wichtige Anstöße vor allem durch die mexikanischen Künstler Diego Rivera (1886–1957), José Clemente Orozco (1883–1949) und David Alfaro Siqueiros (1896–1974). Dargestellt wurden in ihren Wandbildern vorrangig Episoden aus der nationalen Entwicklung Mexikos: die Geschichte der Indianer, die Diktatur der herrschenden Oligarchie, die Revolution der unterdrückten Massen. Mit ihren Arbeiten wurden sie über die Grenzen ihrer Heimat bekannt.
Auch in den Vereinigten Staaten (USA) fand die Wandmalerei, nicht zuletzt durch den direkten Kontakt mit den mexikanischen Malern, weite Verbreitung. Dabei erwies sich die schlechte wirtschaftliche Lage als ein Katalysator für ihre Popularisierung. So wurde vom amerikanischen Präsidenten Franklin D. Roosevelt im Rahmen der 1933 eingeleiteten Reformen zur Überwindung der Wirtschaftskrise auch ein Unterstützungsprogramm für Künstler in Gang gesetzt. Wände von Schulen, Bibliotheken, Postämtern und anderen öffentlichen Einrichtungen wurden so künstlerisch gestaltet. Durch dieses Förderprogramm im Rahmen des New Deal entstanden in den USA mehr als 3500 Wandbilder zwischen New York und Los Angeles, von denen interessante Beispiele erhalten sind.

## Wandbilder in Berlin

### Die Anfänge 1972
Anfang der 1970er Jahre fand die Wandmalerei im engeren Sinne ihren Weg nach Deutschland. Hier entstanden 1972 erste Wandbilder in der Bremer Böttcherstraße. Nach weiteren drei Jahren, 1975, gab es auch in Berlin ein Wandgemälde: Initiiert von Ben Wagin, der zusammen mit den Künstlern Peter Janssen, Fritz Köthe, Narendra Kumar Jain und Siegfried Rischar auch den Entwurf lieferte, wuchs an einer Brandmauer des Siegmundshofs und der Straße des 17. Juni in unmittelbarer Nähe des S-Bahnhofs Tiergarten der Weltbaum – Grün ist Leben, inzwischen so stark verblasst, dass er kaum noch zu erkennen ist. Der Hauseigentümer hat kein Geld, um es zu restaurieren. Wagins Bemühungen für eine Spende oder einen Sponsor blieben ohne Erfolg. Seither sind diesem Vorbild viele weitere gefolgt. Insgesamt ist ihre Zahl, wie bereits in der Einleitung gesagt, auf über 450 gewachsen (1975–2006). Hierbei sind auch jene Kunstwerke eingerechnet, die bereits wieder verschwunden sind. Wandbilder sind nun einmal, vielleicht mehr als alle anderen Werke der bildenden Kunst, solche auf Zeit. Alle Hausbemalungen sind vergänglich, und in der heute so belasteten Großstadtluft beträgt die durchschnittliche Lebensdauer nur etwa 15 bis 20 Jahre. Auch verschwinden die Wandbilder durch Baulückenschließung aus dem Stadtbild, wie dies mit der 1976 von Eduardo Paolozzi entworfenen ornamentalen Darstellung von Maschinenteilen auf der Wand des Statistischen Bundesamtes an der Kurfürstenstraße geschehen ist. Durch die Bebauung des davor liegenden Grundstücks mit einem Bankgebäude ist das Bild nun von der Straße aus nicht mehr sichtbar.

### Basis für die Entstehung
Nicht wenige der Wandbilder verdanken ihre Entstehung der öffentlichen Hand. Voraussetzung dazu waren die Programme und Wettbewerbe Kunst am Bau und Farbe im Stadtbild des Berliner Senats. Von der 1979 neu geschaffenen Aufgabenstellung „Kunst im Stadtraum bei der Um- und Neugestaltung Berliner Stadträume unter Einbeziehung künstlerischer Aktivitäten“, wie es in den Ausschreibungsunterlagen zu diesem Wettbewerb hieß, hat auch die Wandmalerei in der Stadt profitiert.
Als Berlin noch geteilt war, wurde im Ostteil von Berlin die Wandmalerei (ca. 1982) ebenfalls für den öffentlichen Raum entdeckt. Auch hier fanden Wettbewerbe statt, wobei immer drei Prozent der Bausumme für Kunst am Bau an öffentlichen Gebäuden bereitstand. So finden sich die meisten Wandbilder in den östlichen Bezirken an Schulen und Turnhallen sowie an Kindertagesstätten.
Auch andere Finanzierungsträger traten darüber hinaus in Erscheinung. Gritta Hesse gibt dazu ein Beispiel in der Einleitung des von ihr herausgegebenen Buches Gemalte Illusionen: Statt einer einfarbig gestrichenen Giebelwand möchte eine Künstlerin im Rahmen einer anstehenden Renovierung ein Wandbild gestalten. „Spontan macht eine dort ansässige Künstlerin einen kühnen Bildentwurf, der den Bewohnern und der Hausbesitzerin gleichermaßen gut gefiel. Alle wollten ihn gemeinsam ausführen. Aber es fehlte an Geld für das Gerüst und die Farben. Nach längeren Bemühungen gelang es, eine Wohnbaugesellschaft zu finden, welche die vergleichbar geringen Kosten übernahm.“

### Rolle der Hausbesetzungen
Eine Reihe von Künstlern beteiligte sich schon im Vorfeld der Entstehung eines Bildes an den Entwürfen und führte sie später auch selber aus. Wichtige Impulse für ihre Arbeit kamen dabei oft aus der Berliner Hausbesetzerszene, die vor allem in den von der Stadtsanierung betroffenen Bezirken viele Protestbilder entstehen ließen. Häufig lösten solche Wandmalereien heftige Reaktionen innerhalb der Bevölkerung aus – Kunst wurde zum allgemeinen Gesprächsstoff auch auf der Straße.
Die bekannteste Fassadengestaltung aus diesem Umfeld waren wohl die nicht mehr vorhandenen Wandbilder am KuKuCK, dem selbstverwalteten Kunst-und-Kultur-Centrum-Kreuzberg in der Anhalter Straße; Titel des Wandbildes war Modell Deutschland. Marilyn Green, Rainer Warzecha und Christoph Böhm sowie weitere Gast-Künstler malten das Wandbild 1981. Das Gebäude war auch das Zentrum der Hausbesetzer-Szene in Kreuzberg. 1984 wurde das Gebäude geräumt und die Wandbilder wurden entfernt, obwohl eine von tausenden Unterstützern unterzeichnete Petition zur Erhaltung beim Amt für Denkmalschutz vorlag. Rainer Warzecha gestaltete in der Folge in Kreuzberg mehrere Wandbilder an Jugendeinrichtungen (Naunynritze 1998, Chip 1994).
Einige der Künstler unterstützten die Besetzer mit ihrem Fachwissen bei der künstlerischen Verwirklichung ihrer Vorstellungen von Wandbildern. Hier ist vor allem die Gruppe Ratgeb zu nennen, die allerdings heute nicht mehr besteht. Dieser Malergruppe gehörten die Künstler Paul Blankenburg, Werner Brunner, Werner Steinbrecher, NIL Fricke und Bernd Micka an. Benannt hatten sie sich programmatisch nach Jerg Ratgeb, der Anfang des sechzehnten Jahrhunderts ein angesehener Schöpfer sakraler Kunstwerke war.
Doch nicht nur in der Hausbesetzerbewegung stoßen Wandmalereien auf Interesse.

### Allgemeine Akzeptanz von Fassadenbildern
Nach einer ersten Phase des Abwartens sind in den letzten Jahren auch Firmen, Wohnungsbaugesellschaften und Hausbesitzer bereit, die Fassaden ihrer Gebäude als Blickfang gestalten zu lassen. Das 1979 von Gert Neuhaus für das Ingenieurbüro Krogmann & Co. entworfene und im Innenhof des Grundstückes Zillestraße ausgeführte Giebelbild Reißverschluss ist ein gutes Beispiel dafür. Es handelt sich dabei um eine „verblüffende malerische Verfremdung einer Brandmauer. Die akribische Gestaltung des Reißverschlusses und der Gründerzeitfassade verleiht der schweren Mauer eine heitere Leichtigkeit. Man fühlt sich an die magische Malerei des René Magritte erinnert.“
Die alte Brandmauer wurde nur zum Teil verputzt und anschließend bemalt. Der besondere Reiz liegt in der optischen Täuschung: „Die auf den Putz gemalte Hausfassade scheint in den Hintergrund gerückt, wohingegen die Ziegelmauer, die eigentlich hinter der Verputzung liegt, deutlich in den Vordergrund rückt“, so hat Wolfgang Entress 1988 das Bild in einem Begleittext zur Lichtbildreihe Stadtbilder der Landesbildstelle Berlin beschrieben.
Der Reißverschluss fristet kein nur von der näheren Umgebung wahrgenommenes Dasein, sondern unter dem Slogan „Berlin tut gut“ zierte es die Plakate, mit denen die offizielle Berlin-Werbung Besucher in die Stadt bringen wollte.

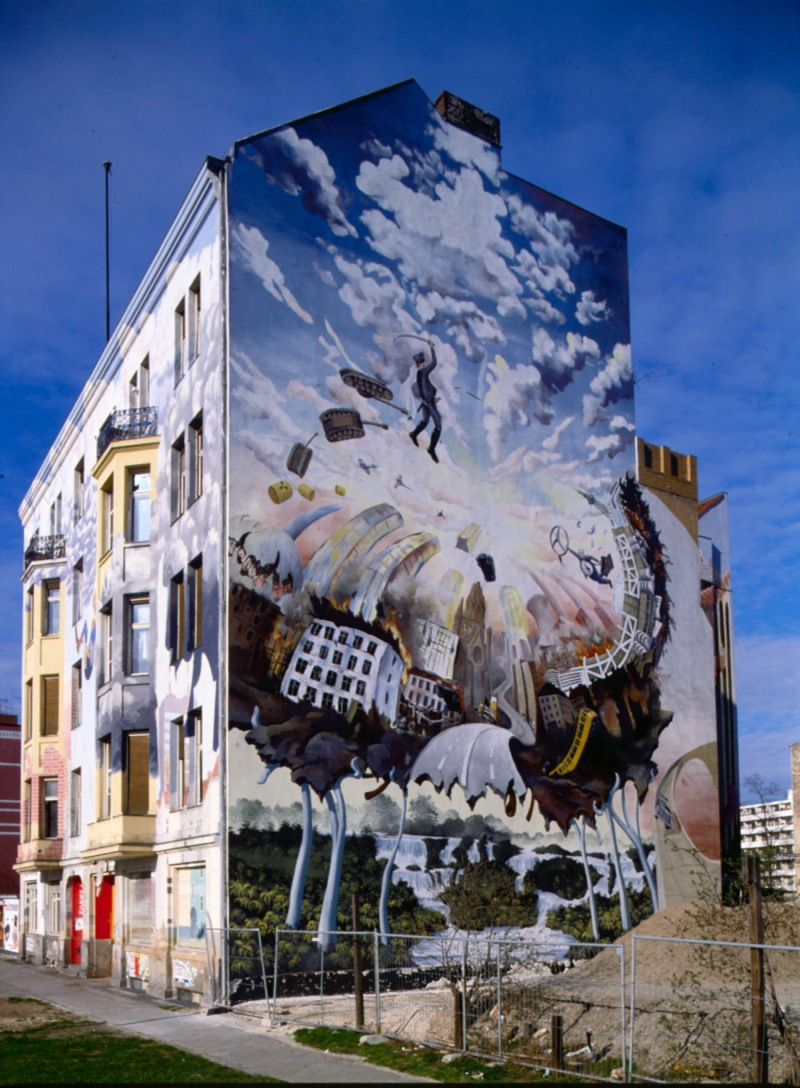
Tommy-Weisbecker-Haus

Dabei weisen bereits die wenigen bislang genannten Beispiele auf die thematische Vielfalt von Wandbildern in Berlin. Das Spektrum an Themen, die künstlerisch bearbeitet wurden, ist breit angelegt. Das reicht – ohne Anspruch auf Vollständigkeit – von politischen (Tommy-Weisbecker-Haus) zu historischen Themen, setzt sich mit Fragen der Umweltzerstörung (Ben Wagins Weltbaum I und II) und Stadtsanierungen sowie architekturbezogener Malerei auseinander, verweist auf die Funktion eines Gebäudes (Bemalung eines Umspannwerkes), erzeugt Illusionen oder dient vorrangig dekorativen Zwecken.

### Situation im 21. Jahrhundert
Obwohl einzelne Wandgemälde über die Grenzen der Stadt Berlin hinaus bekannt geworden und Teile der Bilder als Zeitdokumente von hohem Wert sind, genießen sie dennoch keinen Denkmalschutz. Auch ihre künstlerische Qualität kann sie nicht generell davor schützen, durch Renovierungsarbeiten zerstört, durch die Schließung von Baulücken oder Abriss ihrer Trägerbauwerke beseitigt zu werden.
Es gibt auch Ausnahmen, die meist auf Aktivitäten im Umfeld zurückgehen, wie das Wandbild Nicaragua von Manuel García Moia im Bezirk Lichtenberg, das aus Anlass des ersten Befreiungskampfs von 1979 den Stadtteil Masaya-Monimbó in Nicaragua darstellt. Das Bild im Stil naiver Kunst wurde 1985 von dem Künstler unter Mithilfe von T. Wendisch und M. Hoffmann gemalt. Der Hauseigentümer wollte das Gebäude 2005 mit Wärmedämmplatten modernisieren, womit das Wandbild verloren gewesen wäre. Erst eine Initiative für den Erhalt dieses Giebelgemäldes und der Druck der Universität Los Angeles führten zu einer Rekonstruktion. Diese übernahmen der Wandmaler Gerd Wulff und sein Kollege Max Michael Holst. Mit den frühzeitig entstandenen Fotoaufnahmen des Wandbildes konnte Norbert Martins den Maler Gerd Wulff unterstützen. Sie waren für die Wiederherstellung des Giebelbildes hilfreich. Manuel García Moia war im September 2005 in Berlin und autorisierte mit seiner Unterschrift das Wandbild. Es gilt mit 255 m² als das größte seiner Art in Europa.
Seit 2005 findet mit der Aktion backjumps unter dem Begriff streetart eine Wiederbelebung der Tradition statt. Die Cuvry-Graffiti, zwei großflächige Fassadenbilder des italienischen Street-Art-Künstlers Blu aus den Jahren 2007/2008 auf der Cuvrybrache, gehörten zu den bekanntesten Graffiti in Berlin und wurden 2014 als Protest gegen die Stadtentwicklungspolitik und den Umgang Berlins mit der Kunst im Einvernehmen mit dem Künstler Blu mit schwarzer Farbe übermalt. Ebenfalls in Kreuzberg bekannt ist das Bild Astronaut Cosmonaut des französischen Künstlers Ash. 2008/2009 erstellte die französische Künstlergruppe CitéCréation im Rahmen eines Ausbildungs- und Kunstprojekts großflächige Fassadenmalereien am Wohnblock Voliere der Neuköllner High-Deck-Siedlung, 2010 an verschiedenen Gebäuden der Sonnenallee. Bis 2013 gestaltet diese Gruppe auf etwa 22.000 m² das „weltgrößte bewohnte Wandbild“ in Friedrichsfelde in der Straße Alt-Friedrichsfelde im Auftrag der Wohnungsbaugenossenschaft Solidarität unter Einbeziehung mehrerer Gebäude. Ein junger Street-Art-Künstler, Christian Awe, gewann einen Ausschreibungswettbewerb der Wohnungsbaugesellschaft HoWoGe zur künstlerischen Gestaltung einer Giebelwand in der Frankfurter Allee 192. Das starkfarbige Bild soll den Anfang bilden für jeweils jährlich ein weiteres Bild.

## Wandmaler für Berlin (Auswahl)
| - Gerhard Andrées - Christian Awe - Akbar Behkalam - Frank Beutel - Paul Blankenburg - Lutz-Werner Brandt - Werner Brunner - Klaus Dubois | - Dieter Gantz - Oskar Gonschorr - Marilyn Green - Abuzer Güler - Manfred Henkel - Nikolai Ilieff - Marlene Jachmann - NIL Fricke | - Bernd Micka - Manuel García Moia - Gert Neuhaus - Irene Niepel - Rubens Oestroem - César Olhagaray - Norfried Pahler (Skip) - Lothar Scholz - Werner Steinbrecher | - Fred Thieler - Ben Wagin - Helge Warme - Hans-Dieter Wohlmann - Walter Womacka - Rainer Warzecha - Gerd Wulff - Hanefi Yeter |  |